# Rosa valentinae
Rosa valentinae es una especie de planta del género Rosa, de la familia Rosaceae.

## Taxonomía
Rosa valentinae fue descrita por Galushko en 1962.

## Distribución
Se encuentra en el territorio del Cáucaso septentrional.